# Johan Leysen

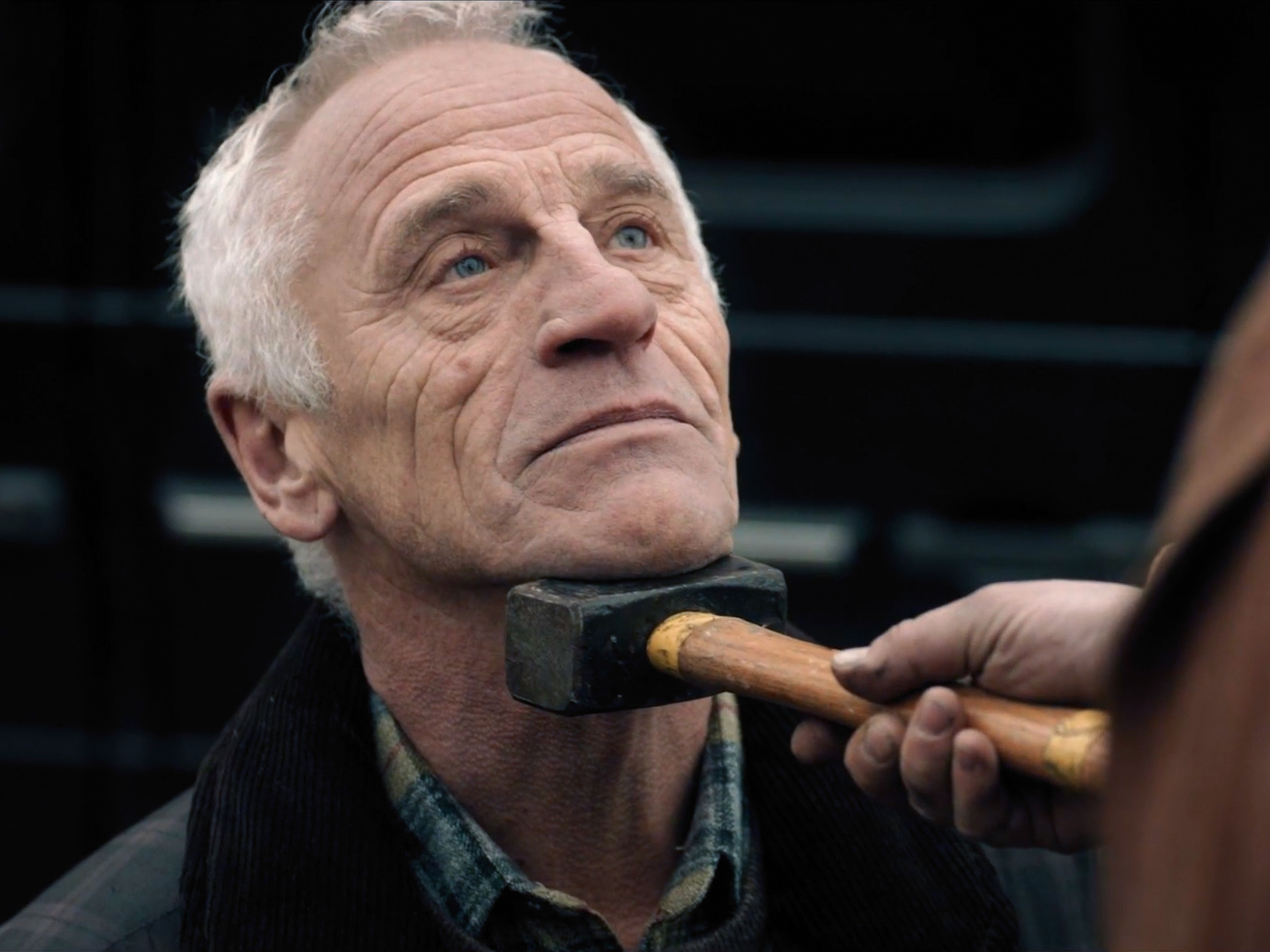
Johan Leysen in Gluckauf (2015)

Johan Leysen (* 19. Februar 1950 in Hasselt; † 30. März 2023) war ein flämischer Bühnen- und Filmschauspieler. Sein Vater Bert Leysen war Gründungsdirektor der damaligen öffentlichen flämischen Rundfunkanstalt BRT, seine Zwillingsschwester Frie Leysen wirkte als Festivalintendantin.

## Leben
Johan Leysen studierte ab 1974 am Studio Herman Teirlinck, einer Schauspielschule. Seine Theaterkarriere begann er auf verschiedenen niederländischen Bühnen. Eine Rolle in Jean-Luc Godards Maria und Joseph veranlasste ihn 1983 zur Übersiedlung nach Frankreich. Es folgten zahlreiche Filmrollen zumeist in französischen Produktionen, aber auch in verschiedenen internationalen. Daneben blieb er auch dem Theater treu.
1993 wurde er beim Montréaler World Film Festival für seine Rolle in Radu Mihăileanus Trahir als bester Darsteller ausgezeichnet; 1997 wurde er für seine Rolle in Tralievader für das Gouden Kalf als bester Darsteller nominiert, ging jedoch leer aus; 1998 erhielt er diese Auszeichnung schließlich für die Hauptrolle in der niederländischen Produktion Felice… Felice…. Im deutschen Sprachraum wurde er erst durch eine Rolle im Blockbuster The American breiter wahrgenommen. Im Jahr 2018 bekam er den belgischen Lebenswerk-Filmpreis Mira d’Or.
Seit 2000 lebte er in Paris.

## Filmografie (Auswahl)
- 1977: In aller Stille (In alle stilte)
- 1981: Das Mädchen mit dem roten Haar (Het meisje met het rode haar)
- 1984: De grens
- 1984: Die gekaufte Frau (Gebroken spiegels)
- 1985: Giulia (Desiderando Giulia)
- 1985: Der Mörder kommt bestimmt (De Prooi)
- 1985: Maria und Joseph (Je vous salue, Marie)
- 1987: Ei oder Johan, der Bäcker (Ei)
- 1988: Maestro (Le maître de musique)
- 1990: Romeo
- 1990: Alissa in Concert
- 1991: Eline Vere
- 1992: De Johnsons
- 1992: Boven de Bergen
- 1993: Daens
- 1993: Trahir
- 1994: Wut im Herzen (La Rage au cœur)
- 1994: Die Bartholomäusnacht (La reine Margot)
- 1995: Tralievader
- 1996: Tykho Moon
- 1996: De langste reis
- 1996: Ein Samstag auf Erden (Un samedi sur la terre)
- 1998: Schimanski: Muttertag
- 1998: Felice… Felice…
- 1998: Der Commissioner (The Commissioner)
- 1998: Zug des Lebens (Train de vie)
- 1998: Missing Link
- 1999: The Crossing – Der Besuch (The Crossing)
- 1999: Gute Freunde (Maten)
- 2000: Der kleine Voyeur (Faites comme si je n’étais pas là)
- 2000: Der König tanzt (Le roi danse)
- 2000: Le pique-nique de Lulu Kreutz – Regie: Didier Martiny
- 2001: Pakt der Wölfe (Le pacte des loups)
- 2001: De negen dagen van de gier (Fernsehserie)
- 2001: Schimanski: Kinder der Hölle
- 2002: Tatort: Verrat
- 2002: Moonlight
- 2002: Red Siren
- 2002: Tattoo
- 2003: Grimm
- 2003: Schussangst
- 2004: Immer nur ihn (La dérive des continents)
- 2004: Affe unter Menschen (Carmen)
- 2005: Miss Montigny
- 2005: Een ander zijn geluk
- 2006: Le lièvre de Vatanen
- 2007: A Lapse of Memory
- 2008: Privatunterricht (Élève libre)
- 2008: Verführerisches Spiel (Zomerhitte)
- 2008: De Smaak van De Keyser
- 2009: Sœur Sourire – Die singende Nonne (Sœur Sourire)
- 2010: The American
- 2012: Engrenages (Fernsehserie, 3 Folgen)
- 2013: Jung & Schön (Jeune et jolie)
- 2014: The Missing (Fernsehserie)
- 2015: Das brandneue Testament (Le tout nouveau testament)
- 2016: Ein Chanson für dich (Souvenir)
- 2018: Der Flohmarkt von Madame Claire (La dernière folie de Claire Darling)
- 2019: Ein verborgenes Leben (A Hidden Life)
- 2022: Pink Moon